# 国家舞台艺术十大精品工程
國家舞台藝術十大精品工程，由中華人民共和國文化部和中華人民共和國財政部2002年聯合啟動實施的劇目評選文化工程。
每年初選30個劇目，進行前期資助。加工修改和接受市場檢驗後，再評選10個劇目確定為國家舞臺藝術精品工程劇目，再進行重點投入，每年注入4000萬人民幣，專款專用，到2007年5年期間，資助2億人民幣，推出50台國家舞台藝術10大精品工程劇目。

## 歷年10大劇目

### 2002年－2003年
- 京劇《宰相劉羅鍋》（北京京劇院）
- 川劇《金子》（四川省重慶市川劇院）
- 【越剧】《陆游与唐琬》（浙江小百花越剧团）
- 話劇《商鞅》（上海話劇藝術中心）
- 歌劇《蒼原》（遼寧省歌劇院）
- 京劇《貞觀盛事》（上海京劇院）
- 京劇《華子良》（天津京劇院）
- 舞劇《紅梅贊》（中國人民解放軍空軍政治部歌舞團）
- 閩劇《貶官記》（福建省實驗閩劇院）
- 雜技歌舞《依依山水情》（貴州省遵義市雜技團和貴州省歌舞團）

### 2003年－2004年
- 舞劇《大夢敦煌》（甘肅省蘭州歌舞劇院）
- 話劇《父親》（遼寧人民藝術劇院）
- 兒童劇《一二三，起步走》（江蘇省蘇州滑稽戲劇團）
- 歌舞《八桂大歌》（廣西壯族自治區柳州市歌舞團）
- 話劇《虎踞鍾山》（中國人民解放軍南京軍區政治部前線話劇團）
- 梨園戲《董生與李氏》（福建省梨園戲實驗劇團）
- 芭蕾舞劇《大紅燈籠高高掛》（中央芭蕾舞團）
- 京劇《膏藥章》（湖北省京劇院）
- 川劇《變臉》（四川省川劇院）
- 話劇《萬家燈火》（北京人民藝術劇院）

### 2004年－2005年
- 豫劇《程嬰救孤》（河南省豫劇二團）
- 話劇《黃土謠》（中國人民解放軍總政話劇團）
- 壯族舞劇《媽勒訪天邊》（廣西壯族自治區南寧市藝術劇院）
- 舞劇《紅河谷》（江蘇省無錫市歌舞團）
- 歌舞《雲南映象》（雲南映象文化產業發展有限公司）
- 崑劇《班昭》（上海崑劇團）
- 話劇《淩河影人》（遼寧人民藝術劇院和遼寧省朝陽市話劇團）
- 兒童劇《紅領巾》（北京兒童藝術劇院）
- 話劇《生死場》（國家話劇院）
- 呂劇《補天》（山東省呂劇院）

### 2005年－2006年
- 眉戶戲《遲開的玫瑰》（陝西省戲曲研究院）
- 桂劇《大儒還鄉》（廣西省桂林市桂劇團）
- 雜技劇《天鵝湖》（中國人民解放軍廣州軍區政治部戰士雜技團）
- 舞劇《一把酸棗》（山西藝術職業學院）
- 舞劇《風中少林》（河南省鄭州歌舞劇院）
- 芭蕾舞劇《二泉映月》（遼寧省芭蕾舞團）
- 話劇《立秋》（山西省話劇院）
- 話劇《我在天堂等你》（中國人民解放軍藝術學院）
- 兒童劇《寶貝兒》（山東省濟南市兒童藝術劇院）
- 京劇《廉吏于成龍》（上海京劇院）

### 2006年－2007年
- 崑劇《公孫子都》（浙江崑劇團）
- 豫劇《鍘刀下的紅梅》（河南省小皇后豫劇團）
- 歌劇《野火春風鬥古城》（中國人民解放軍總政治部歌劇團）
- 舞劇《築城記》（武漢歌舞劇院）
- 雜技晚會《ERA—時空之旅》（上海時空之旅文化發展有限公司、上海文廣新聞傳媒集團、中國對外文化集團公司、上海雜技團上海馬戲城）
- 話劇《郭雙印連他鄉黨》（西安話劇院）
- 兒童劇《檸檬黃的味道》（武漢人民藝術劇院）
- 川劇《易膽大》（四川省川劇院）
- 話劇《天籟》（中國人民解放軍廣州軍區政治部戰士文工團）
- 京劇與藏戲《文成公主》（西藏藏劇團、中國京劇院）